# Zonites labiosus
Zonites labiosus is een slakkensoort uit de familie van de Zonitidae. De wetenschappelijke naam van de soort is voor het eerst geldig gepubliceerd in 1893 door Westerlund.